# Чемпионат мира по хоккею с шайбой среди молодёжных команд 2026
Чемпионат мира по хоккею с шайбой среди молодёжных команд 2026 — юбилейный 50-й турнир молодёжного чемпионата мира под эгидой ИИХФ, который должен состоятся в американском штате Миннесота, городе Сент-Пол с 26 декабря 2025 года по 5 января 2026 года. Этот чемпионат станет восьмым такого уровня для США и впервые пройдёт в городе Сент-Пол.

## Страны-участницы
| Северная Америка США× Канада* Европа Финляндия* Швеция* Чехия* | Дания^ Латвия* Швейцария* Словакия* Германия* |  |

× = Квалифицировались как хозяева чемпионата
^ = Квалифицировались как победители I дивизиона 2025 года
остальные квалифицировались как участники чемпионата мира 2025 года